# Heo Gyun

Heo Gyun (coreana:허균, hanja:許筠, 3 de noviembre de 1569 - 24 de agosto de 1618) fue un prominente escritor, político, novelista, poeta, filósofo y académico coreano de la dinastía Joseon. Se le atribuye la autoría de la famosa novela Honggildongjun(홍길동전 洪吉童傳). Es también conocido por sus dos nombres artísticos,  Gyosan(교산 蛟山) y Songso(성소 惺所).